# CS-102
La CS-102 (Carretera Secundària 102) és una carretera de la Xarxa de Carreteres d'Andorra, que comunica la carretera CS-101 amb el Centre de Tractament de Residus d'Andorra (Cetrasa). També és anomenada Carretera de Cal Rosselló.
Segons la codificació de carreteres d'Andorra aquesta carretera correspon a una Carretera Secundària, és a dir, aquelles carreteres què comuniquen una Carretera General amb un poble o zona.
Aquesta carretera només l'utilitza la gent que vol accedir al Forn Incinerador per tant és d'ús reduït, també cal remarcar que la carretera té només en total 0,5 quilòmetres de recorregut.

## Història
Abans de 2007, aquest eix va ser sobrenomenat "Forn Incinerador" (Carretera del Forn Incinerador). A partir d'aquest any s'anomena CS-102 o Carretera de Cal Rosselló.

## Centre de Tractament de Residus d'Andorra[2]
Centre de Tractament de Residus d'Andorra, S.A., CTRA,SA, realitza l'explotació en règim de servei públic del Centre de Tractament de Residus del Principat d'Andorra, que està format per una unitat d'incineració de residus amb valorització energètica, una deixalleria i una planta de transferència i emmagatzematge de residus valoritzables.
CTRASA és una societat anònima de capital andorrà, la seva composició accionarial està formada per:
- Govern d'Andorra

- Forces Elèctriques d'Andorra (FEDA)

El Centre de Tractament de Residus ocupa una superfície d'uns 23.000 m2 als quals s'hi accedeix per la Carretera de la Comella o CS-101.
El fet que el Centre de Tractament de Residus estigui situat a la muntanya i a prop del nucli urbà d'Andorra la Vella ha fet imprescindible desenvolupar molt acuradament els aspectes arquitectònics i tecnològics del nou Centre per tal d'aconseguir una bona integració paisatgística i reduir al màxim els impactes en el medi natural.

### Deixalleria
La deixalleria presta el servei de recollida de residus als industrials del Principat, a la resta de deixalleries, i permet recollir i reciclar els materials que no disposen de contenidor específic i que no és convenient que vagin barrejats amb la bossa del rebuig. Així, a la nostra deixalleria recollim des de residus reciclables (vidre, olis vegetals, ferralla, etc) fins a residus especials que poden ser perjudicials pel medi ambient i per les persones si no es gestionen adequadament (aerosols, bateries, pintures, piles, fluorescents, electrodomèstics, etc). D'aquesta forma, ens assegurem que cada residu tingui el destí més adequat.

## Recorregut[3]
- CS-101
- Centre de Tractament de Residus (Cetrasa)

| Tipus de Sortida | Direcció de la sortida                    | Carretera que hi enllaça | Qm  |
| ---------------- | ----------------------------------------- | ------------------------ | --- |
| CS-102           |                                           | CS-101                   | 0   |
|                  | Centre de Tractament de Residus (Cetrasa) |                          | 0,5 |